# Juan Melo
Juan Esteban Melo (nacido el 11 de noviembre de 1976 en Baní) es un ex segunda base dominicano que jugó en las Grandes Ligas de Béisbol durante un mes para los Gigantes de San Francisco, sirviendo además de bateador emergente. 
Melo fue firmado por los Padres de San Diego el 15 de junio de 1993 siendo trasladado y firmado por varios equipos, entre los que se encuentran: Azulejos de Toronto, Rojos de Cincinnati, Yankees de Nueva York, Gigantes de San Francisco, Nacionales de Washington, Rockies de Colorado, y jugando en el sistema de ligas menores de ellos. Después de ocho años en las menores, hizo su esperado debut con los Gigantes el 2 de septiembre de 2000. 
Su último intento de jugar en las mayores vino al firmar con los Nacionales el 6 de febrero de 2007, pero fue liberado cuatro meses después. 
En 2008, firmó con los Venados de Mazatlán de la Liga Mexicana del Pacífico
En 2009, jugó por última vez en el béisbol estadounidense para St. George RoadRunner de la Golden Baseball League.